# Гольцман, Эдуард Соломонович
Эдуа́рд Соломо́нович Го́льцман (1882, Кросневице, Кутновский уезд, Варшавская губерния — 25 августа 1936, Москва) — российский революционер, член Левой оппозиции, фигурант Первого московского процесса.

## Биография
Родился в местечке Крошневице Варшавской губернии, в еврейской семье. В революционном движении — с начала 1900-x годов; с 1903 года — член РСДРП, большевик.
После Октябрьской революции находился на хозяйственной работе. В 1926—1927 годах, по свидетельству Л. Д. Троцкого, «тайно сочувствовал оппозиции», но, поскольку активным оппозиционером не был, избежал исключения из партии в 1927 году. Работал в Наркомате внешней торговли СССР.
В 1932 году входил в подпольную организацию И. Н. Смирнова; поскольку часто выезжал в служебные командировки за рубеж, был одним из тех, через кого Смирнов поддерживал связь с Троцким и кто сообщал редакции «Бюллетеня оппозиции» свежие новости из СССР. Так, в ноябре 1932 года, в форме «Письма из Москвы», был опубликован один из его рассказов о том, о чём молчала советская пресса: о начавшемся голоде, особенно сильном на Украине, о группе «правых», распространяющих в партии свою платформу (см. «Союз марксистов-ленинцев»).
В январе 1933 года, когда 89 членов организации были арестованы по делу так называемой «контрреволюционной троцкистской группы Смирнова И. Н.», Гольцман оказался среди тех, кого ОГПУ выявить не удалось, и избежал ареста. Тем не менее позже был переведён на другую работу, не связанную с зарубежными командировками: в 1936 году — заместитель директора Государственной фабрики театрального костюма.
27 апреля 1936 года был арестован. При аресте у Гольцмана был обнаружен чемодан с двойным дном, в котором хранилось 13 номеров «Бюллетеня оппозиции», относящихся к 1931—1932 годам; через несколько месяцев этот чемодан стал одной из главных «улик» на Первом московском процессе.

## Гибель
Протокол допроса от 3 июня 1936 года.
В августе 1936 года был выведен в качестве подсудимого на Первый московский процесс — по делу так называемого «антисоветского объединенного троцкистско-зиновьевского центра». Как и все старые большевики на этом процессе, категорически отказался признать свою связь с гестапо («довести их до такого отвратительного самооклеветания ГПУ оказалось не в силах», — прокомментировал Л. Д. Троцкий"); вместе с И. Н. Смирновым, в отличие от большинства подсудимых, отказался признать и свою причастность к террористической деятельности. Наблюдая за процессом по публикациям в советской прессе, Троцкий отметил Гольцмана как «наиболее скупого на признания подсудимого»"; признал он только то, что передавал террористические директивы Троцкого, — «от этого минимума ГПУ не могло отступить». В качестве «директивы» на процессе фигурировало «открытое письмо» Троцкого, ещё в марте 1932 г. опубликованное в одном из тех номеров «Бюллетеня оппозиции», которые обнаружили в чемодане Гольцмана; в письме Троцкий призывал «наконец выполнить последний настоятельный завет Ленина — убрать Сталина»".
24 августа 1936 года, как и все подсудимые, был приговорен к расстрелу; единственный из всех осуждённых после вынесения приговора не подавал апелляцию. Расстрелян 25 августа 1936 года; прах захоронен на территории Донского монастыря. Реабилитирован 13 июля 1988 года Пленумом Верховного Суда СССР.